# Бережной, Алексей Денисович
Алексе́й Дени́сович Бережно́й (1906, Бобрики, Тульская губерния — 1969, Новомосковск, Тульская область) — директор ремонтно-механического завода Новомосковского химкомбината, один из первых строителей Бобриковского (Сталиногорского) химкомбината.

## Биография
Родился в 1906 году.
В 1930 году одним из первых в Бобриках (ныне город Новомосковск Тульской области) вступил в строй ремонтно-механический завод, который обеспечил гайками, болтами и прочими простейшие изделиями строительство химкомбината, ГРЭС и других объектов промышленного комплекса города.
В 1933 году по путёвке Московского горкома партии А. Д. Бережной приехал на строительство Бобриковского химкомбината, пройдя трудовой путь от техника отдела ремонтно-механического завода до его директора (1939). В 1934 году коллектив завода изготовил первый в СССР дорожный комбайн, который получил высокую оценку на Центральном совете Автодора в Москве.
Во время Великой Отечественной войны А. Д. Бережной организовал производство специальной продукции для фронта. После освобождения Сталиногорска принимал активное участие в восстановлении химкомбината. В период перевода химкомбината на природный газ потребовалось большое количество разнообразного нестандартного оборудования. А. Д. Бережной организовал его выпуск, что дало возможность быстро освоить новые комплексы аммиачного и хлорного производства, а также цехов переработки аммиака.
Указом Президиума Верховного Совета СССР от 28 мая 1966 года «за выдающиеся заслуги в организации промышленного производства» А. Д. Бережному было присвоено звание Героя Социалистического Труда.
Умер в 1969 году в Новомосковске.

## Награды и звания
- Герой Социалистического Труда (28 мая 1966)
- почётный гражданин Новомосковска (1967)

## Память
В 1969 году улица Почтовая была переименована в улицу Бережного. На доме, где жил А. Д. Бережной, установлена памятная доска.